# آرثر إي. درم
آرثر إي. درم (بالإنجليزية: Arthur E. Drumm)‏ هو مخترع أمريكي، ولد في 6 ديسمبر 1929، وتوفي في 26 مايو 2014.